# Portretul contesei Karoly
Portretul contesei Karoly este o pictură în ulei pe pânză a pictorului realist francez Gustave Courbet, realizată în 1865.
A fost vândut cu 717.500 de dolari pe 5 mai 1998 la Christie's.